# Filtre (processament del senyal)

Filtres segons el tipus de banda de pas.

En el processament del senyal, un filtre és un dispositiu o procés que elimina alguns components o característiques no desitjades d'un senyal. El filtratge és una classe de processament del senyal, la característica definitòria dels filtres és la supressió total o parcial d'algun aspecte del senyal. Molt sovint, això significa eliminar algunes freqüències o bandes de freqüència. Tanmateix, els filtres no actuen exclusivament en el domini de la freqüència; sobretot en el camp del processament d'imatges existeixen molts altres objectius per al filtratge. Les correlacions es poden eliminar per a determinats components de freqüència i no per a d'altres sense haver d'actuar en el domini de la freqüència. Els filtres s'utilitzen àmpliament en electrònica i telecomunicacions, en ràdio, televisió, gravació d'àudio, radar, sistemes de control, síntesi musical, processament d'imatges, gràfics per ordinador i dinàmica estructural.
Hi ha moltes bases diferents per classificar els filtres i aquests es superposen de moltes maneres diferents; no hi ha una classificació jeràrquica senzilla. Els filtres poden ser:
- no lineals o lineals
- variant de temps o invariant de temps, també coneguda com a invariància de desplaçament. Si el filtre opera en un domini espacial, la caracterització és la invariància espacial.
- causal o no causal: un filtre no és causal si la seva sortida actual depèn de l'entrada futura. Els filtres que processen senyals del domini temporal en temps real han de ser causals, però no els filtres que actuen sobre senyals del domini espacial o el processament en temps diferit dels senyals del domini temporal.
- analògic o digital
- temps discret (mostrejat) o temps continu
- tipus passiu o actiu de filtre de temps continu
- Resposta a impuls infinit (IIR) o resposta a impuls finit (FIR) tipus de filtre de temps discret o digital.

La metodologia de disseny moderna per a filtres lineals de temps continu s'anomena síntesi de xarxa. Algunes famílies de filtres importants dissenyades d'aquesta manera són:
- Filtre Chebyshev, té la millor aproximació a la resposta ideal de qualsevol filtre per a un ordre i ondulació especificats.
- El filtre Butterworth té una resposta de freqüència màxima plana.
- El filtre Bessel té un retard de fase màximament pla.
- Filtre el·líptic, té el tall més pronunciat de qualsevol filtre per a un ordre i ondulació especificats.

La resposta de freqüència es pot classificar en una sèrie de formes de banda diferents que descriuen quines bandes de freqüència passa el filtre (la banda de pas) i quines rebutja (la banda de parada):
- Filtre de pas baix– Passen les freqüències baixes, s'atenuen les freqüències altes.
- Filtre de pas alt– les freqüències altes es passen, les freqüències baixes s'atenuen.
- Filtre passa banda– només es passen les freqüències d'una banda de freqüències.
- Filtre de parada de banda o filtre de rebuig de banda – només s'atenuen les freqüències d'una banda de freqüència.
- Filtre d'osca– rebutja només una freqüència específica: un filtre de parada de banda extrem.
- Filtre de pinta– té múltiples bandes de pas estretes espaciades regularment que donen a la forma de banda l'aspecte d'una pinta.
- Filtre passa tot– es passen totes les freqüències, però es modifica la fase de sortida.